# Manny Melchor
Manny Melchor est un boxeur philippin né le 14 mars 1969 à Mansalay aux Philippines.

## Carrière
Passé professionnel en 1987, il devient champion du monde des poids pailles IBF le 6 septembre 1992 en battant aux points le thaïlandais Fahlan Sakkreerin. Melchor perd son titre dès le combat suivant face à Ratanapol Sor Vorapin le 10 décembre 1992 et met un terme à sa carrière en 2002 sur un bilan de 38 victoires, 35 défaites et 6 matchs nuls.

## Référence
1. ↑  (en) Fahlan Sakkreerin vs. Manny Melchor (boxrec.com)